# Calamus scipionum
Calamus scipionum là loài thực vật có hoa thuộc họ Arecaceae. Loài này được Lour. mô tả khoa học đầu tiên năm 1790.